# Sankt Lorenzen bei Scheifling
Sankt Lorenzen bei Scheifling est une ancienne commune autrichienne du district de Murau en Styrie.